# Wolvercote Cemetery

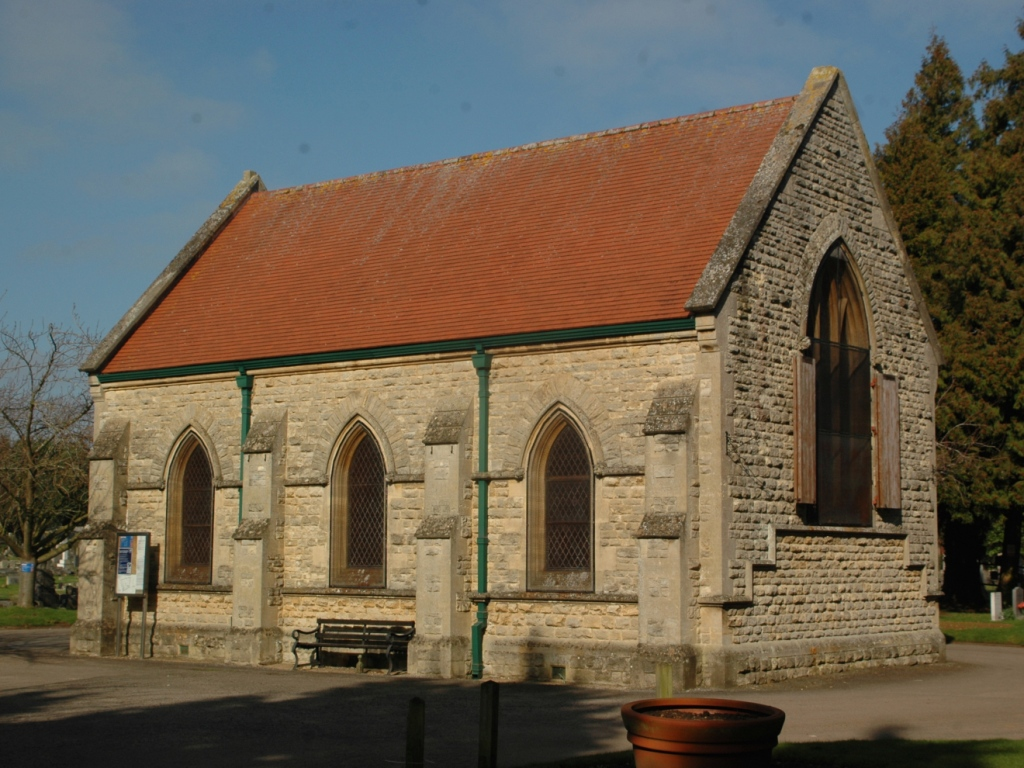
Gravkapellet.

Wolwercote Cemetery är en begravningsplats i stadsdelen Wolvercote i norra Oxford. Den ligger vid Banbury Road, med sidoingång från Five Mile Drive. Begravningsplatsen har ett kapell och anlades ursprungligen 1889. Då begravningsplatsen har mer än 15 000 personer begravda väntades den 2019 inom de närmaste åren stänga för ytterligare begravningar. 
Begravningsplatsen är indelad i olika sektioner för många olika trosinriktningar och etniciteter, bland dessa Bahá'í, muslimer, judar (invigd 1894; utvidgad 2000), grekisk-ortodoxa, rysk-ortodoxa, serbisk-ortodoxa, polska romerska katoliker, andra romerska katoliker och kväkare. 
Det finns även ett område för askbegravningar, ett för naturbegravningar och ett för begravning av dödfödda och spädbarn.

## Kända personer begravda på Wolwercote Cemetery

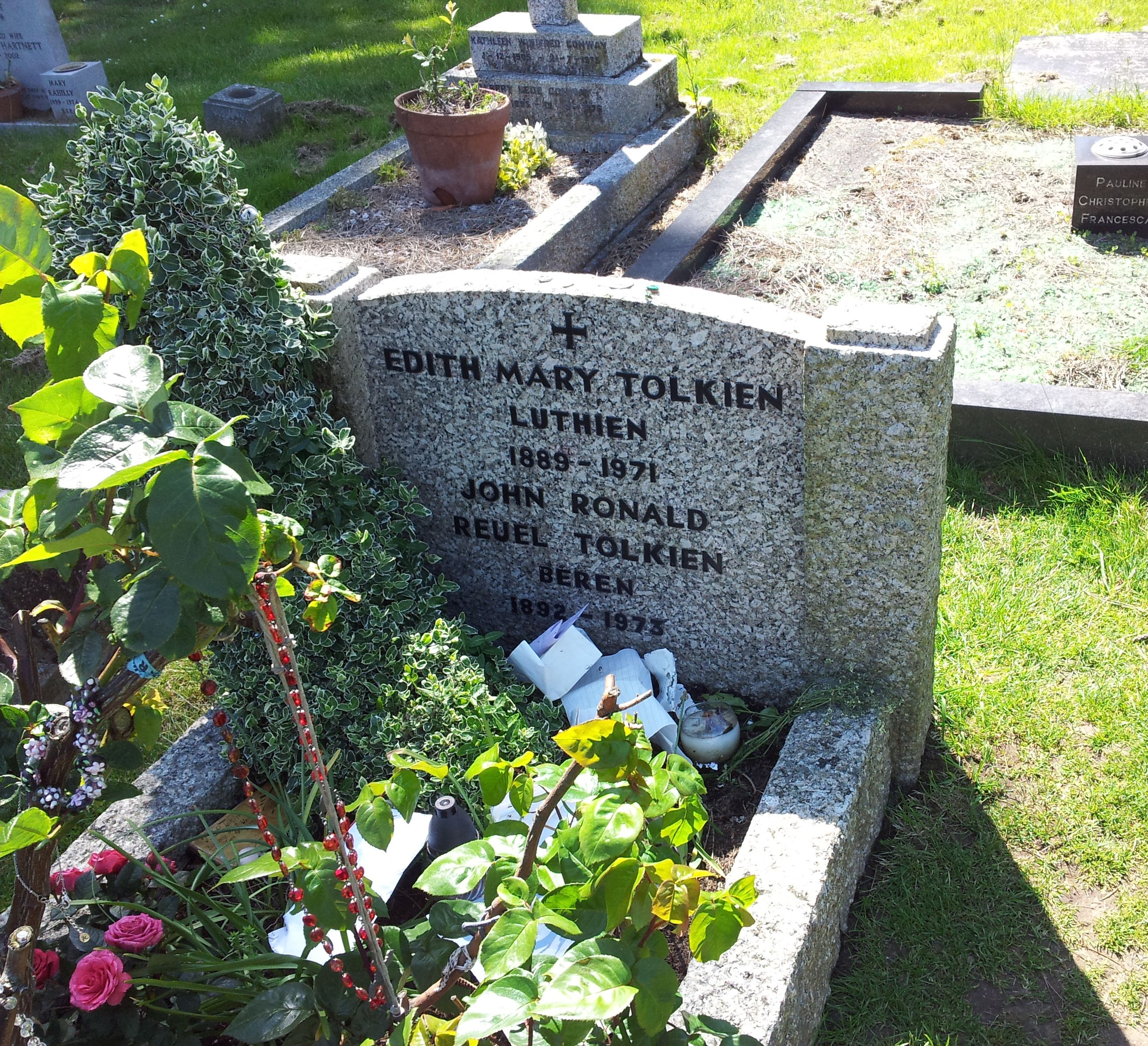
J. R. R. Tolkien och Edith Tolkiens grav.

- Roger Bannister (1929–2018), medeldistanslöpare och neurolog som var först att springa en engelsk mil på under 4 minuter.
- Ernest Bennett (1865–1947), journalist och politiker.
- Isaiah Berlin (1909–1997), filosof.
- Benjamin Henry Blackwell (1849–1924), grundare av bokhandeln Blackwell's.
- John Burdon-Sanderson (1828–1905), fysiolog.
- Humphrey Carpenter (1946–2005), biografiförfattare.
- John Louis Emil Dreyer (1852–1926), dansk astronom, skapare av New General Catalogue.
- Michael Dummett (1925–2011), filosof.
- H. L. A. Hart (1907–1992), rättsfilosof och professor i rättsvetenskap.
- Thomas Erskine Holland (1835–1926), professor i internationell rätt.
- Elizabeth Jennings (1926–2001), poet.
- James Legge (1815–1897), sinolog, Oxfords förste professor i kinesiska.
- James Murray (1837–1915), lexikograf och redaktör för Oxford English Dictionary.
- William Henry Perkin den yngre (1860–1929), organkemist.
- J. R. R. Tolkien ("Beren", 1892–1973), författare och språkvetare, med hustrun Edith ("Lúthien", 1889–1971) och äldste sonen John Francis Reuel Tolkien (1917–2003).